# 신약 마가전 복음서언해
신약 마가전 복음서언해는 서울특별시 서초구 서초동, 대한성서공회에 있는 조선시대의 성경이다. 2016년 12월 15일 대한민국의 국가등록문화재 제670호로 지정되었다.

## 개요
『신약 마가전 복음서언해』는 일본에 체류하던 이수정이 『마가복음』을 국한문으로 번역하여, 1885년 2월에 일본 요코하마에서 출판한 성경이다. 그가 번역한 언해(諺解)형식은 일반 백성들을 위한 로스 역 성경과는 달리 양반 지식인층을 염두에 둔 번역이라는 평가를 받고 있다.
이수정이 번역하여 출판된 한글과 한자 혼용의 『신약 마가전 복음서언해』는 일본에서 출판된 최초의 한글 성서이다. 이 책은 우리나라 기독교 선교사에 있어서 초석의 역할을 하였으며 19세기 말기의 우리말을 살필 수 있다는 점에서 국어학적 가치도 크므로 등록 가치가 있다.

## 같이 보기
- 마가복음

## 참고 자료
- 한국어 위키문헌에 이 글과 관련된 원문이 있습니다. 신약마가젼복음셔언해
- 신약 마가전 복음서언해 - 국가유산청 국가유산포털